# Parc Nacional de Gombe Stream
El Parc Nacional de Gombe Stream es troba a l'oest de la regió de Kigoma a Tanzània, 20 km al nord de Kigoma, la capital de la regió de Kigoma. El 1968 es va declarar el parc de Gombe, que és el parc nacional més petit de Tanzània, amb només 52 km² de bosc al llarg dels turons de la costa oriental del llac Tanganyika. El terreny es caracteritza per valls profundes, i la vegetació del bosc oscil·la entre les pastures de bambú alpí de la selva tropical, accessible només per vaixell, el parc és més famós com el lloc on Jane Goodall va ser pionera en la investigació del comportament a les poblacions de ximpanzés. La comunitat de ximpanzés Kasakela, aparagué en diversos llibres i documentals, viu al Parc Nacional de Gombe Stream.